# Varanus acanthurus
O Varano-de-cauda-espinhosa ou Lagarto-de-cauda-espinhosa (Varanus acanthurus) é uma pequena espécie de Lagarto Monitor que vive na Austrália.
Vivem em uma variedade de habitats que vão desde regiões áridas à regiões Tropicais regiões.Geralmente sua coloração é marrom avermelhado com manchas amarelas, mas cor e padrão pode variar de acordo com a origem geográfica. Uma característica distintiva é a sua cauda grossa espinhenta.A sua cauda é freqüentemente encontrada perto de suas carcaças, indicando que os predadores da espécie consideram a cauda intragável.

## Em cativeiro
É uma das espécies mais comuns em cativeiro hoje, tanto em seu país de origem quanto ao redor do mundo. Isto é principalmente devido ao seu pequeno tamanho, a facilidade de atendimento e disponibilidade.

## Subspécies
São conhecidas as seguintes subspécies:
- Varanus acanthurus acanthurus
- Varanus acanthurus brachyurus
- Varanus acanthurus insulanicus

## ligações externas
- (PDF) http://www.jcu.edu.au/school/tbiol/zoology/herp/Varanusacanthurus.PDF Em falta ou vazio |título= (ajuda)
- http://www.kingsnake.com/acanthurus/ Em falta ou vazio |título= (ajuda)
- http://www.tailswithscales.com/caresheets/varanids/ackies Em falta ou vazio |título= (ajuda)